# Mesoconius hemithorax
Mesoconius hemithorax är en tvåvingeart som beskrevs av Frey 1927. Mesoconius hemithorax ingår i släktet Mesoconius och familjen skridflugor.
Artens utbredningsområde är Panama. Inga underarter finns listade i Catalogue of Life.